# Yankee (lớp tàu ngầm)
Tàu ngầm lớp Yankee, Liên Xô gọi là Project 667A Navaga và Project 667AU Nalim, là các tàu ngầm hạt nhân mang tên lửa đạn đạo của Hải quân Liên Xô. Tổng cộng đã có 34 tàu thuộc lớp Yankee được đóng: 24 tàu tại Severodvinsk cho Hạm đội phương Bắc và 10 tàu còn lại đóng tại Komsomolsk-on-Amur cho Hạm đội Thái Bình Dương. Hai tàu thuộc Hạm đội phương Bắc về sau được chuyển sang Hạm đội Thái Bình Dương. Tàu đầu tiên thuộc lớp này là  K-137 được vinh dự đặt tên là Leninets vào ngày 11 tháng 4 năm 1970, 2 năm rưỡi sau khi nó đi vào hoạt động.

## Thiết kế
Tàu ngầm hạt nhân lớp Yankee là lớp tàu ngầm hạt nhân mang tên lửa đạn đạo đầu tiên của Liên Xô (SSBN) có khả năng tương xứng với các lớp tàu ngầm mang tên lửa Polaris của Mỹ. Các tàu ngầm lớp Yankee có khả năng mang 16 tên lửa đạn đạo phóng từ tàu ngầm (SLBM) có nhiều đầu đạn MIRV, đồng thời nó cũng có độ yên tĩnh thủy âm tốt hơn so với tàu ngầm Proyekta 658 lớp Hotel thuộc thế hệ trước, và có thiết kế thân tàu hình giọt nước. Tàu ngầm lớp Yankee đóng vai trò răn đe hạt nhân trong suốt thời kỳ chiến tranh Lạnh.

## Hoạt động

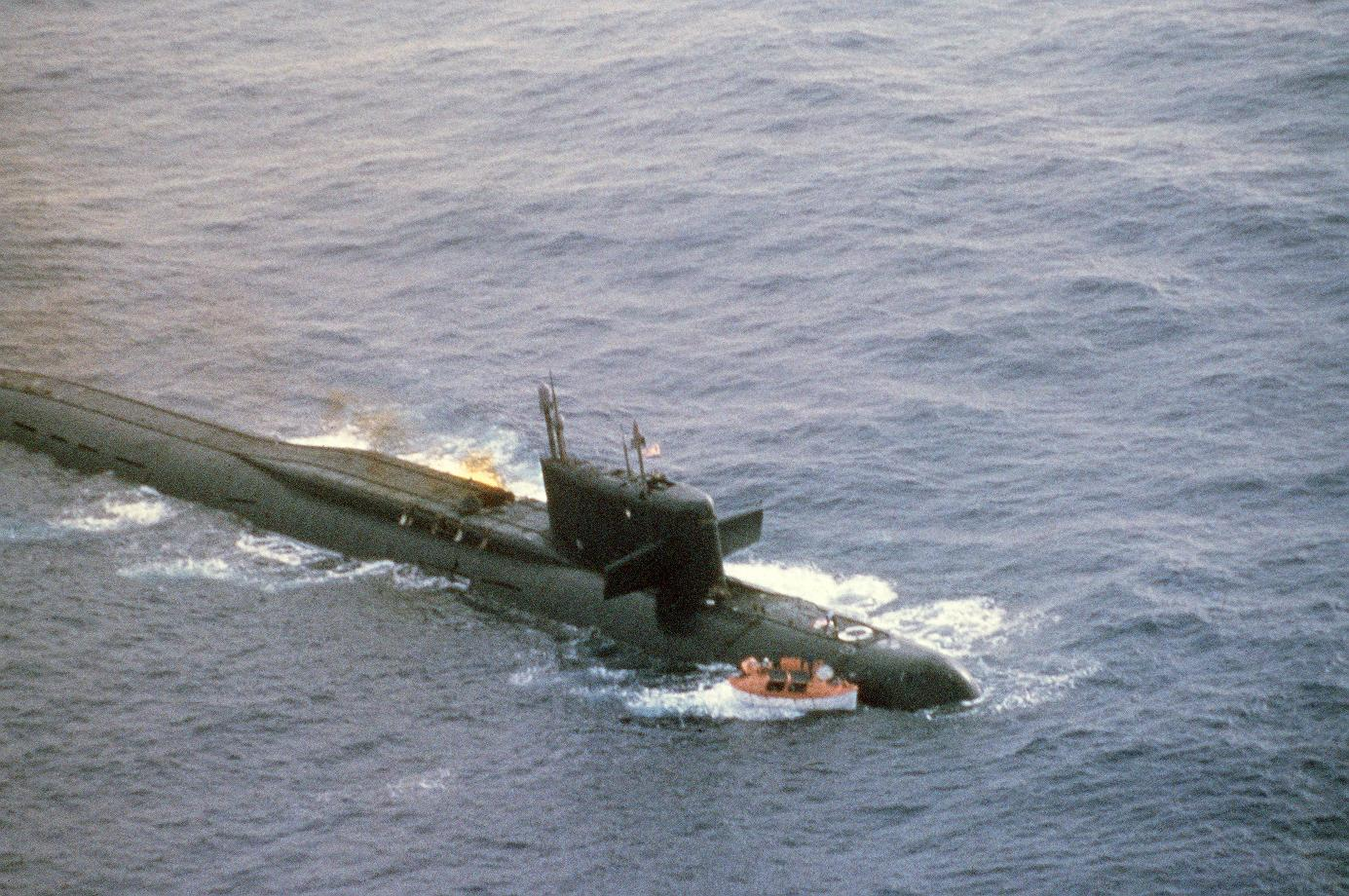
K-219 bị hư hại

Tàu ngầm lớp Yankee ban đầu được triển khai hoạt động ở cả ba đại dương: Đại Tây Dương, Thái Bình Dương và Bắc Băng Dương từ những năm 1960. Trong những năm 1970 luôn có 3 tàu ngầm lớp Yankee tuần tra tại Đại Tây Dương, phía Đông Bermuda và ngoài khơi bờ biển phía Tây nước Mỹ. Việc triển khai các tuyến tuần tra tàu ngầm SSBN gần với lục địa Mỹ được coi là để đáp trả sự triển khai vũ khí hạt nhân của Mỹ, Anh và Pháp ở Tây Âu và các tàu chiến (bao gồm cả tàu ngầm hạt nhân) của Mỹ ở Đại Tây Dương, Địa Trung Hải và phía Đông Đại Tây Dương.
Một tàu ngầm lớp Yankee, K-219, đã bị đắm vào ngày 6 tháng 10 năm 1986 sau khi một vụ cháy nổ xảy ra trên tàu. Tàu ngầm được nhìn thấy gần Bermuda, và bị mất sức nổi do tàu bị ngập nước. Bốn thủy thủ đã chết trước khi tàu cứu hộ tới nơi. Có ít nhất một tàu khác thuộc lớp Yankee đã va chạm với một tàu ngầm hạt nhân của Mỹ.
Do đã lạc hậu, và như đã được đàm phán trong các hiệp ước cắt giảm vũ khí hạt nhân SALT I, START I và START II giữa Mỹ và Liên Xô, tất cả các tàu ngầm thuộc lớp Yankee đã được loại biên, toàn bộ tên lửa hạt nhân được tháo dỡ và xử lý.

## Các phiên bản

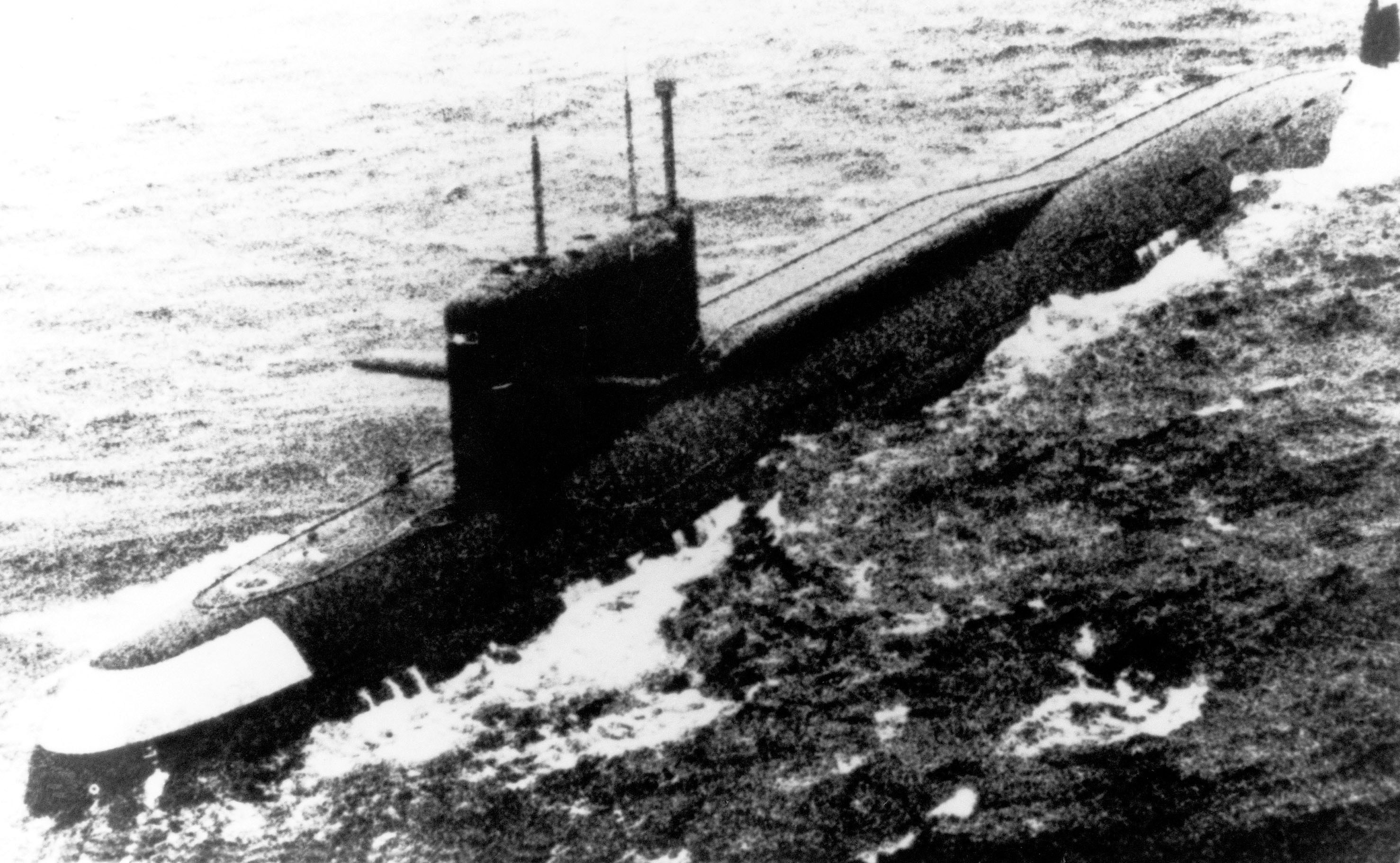
Yankee I

Có tám phiên bản khác nhau của tàu ngầm Yankee:
- Yankee I (Project 667A): Cấu hình cơ bản, đây là những tàu ngầm mang tên lửa đạn đạo lần đầu tiên được đưa vào hoạt động vào năm 1968; 34 chiếc đã được chế tạo. Tàu ngầm mang 16 tên lửa SS-N-6, có 6 ống phóng ngư lôi và mang 18 Ngư lôi kiểu 53. Chúng là những chiếc SSBN đầu tiên của Liên Xô mang tên lửa đạn đạo bên trong thân tàu (trái ngược với mang tên lửa đạn đạo trong tháp tàu như thế hệ tàu trước đây).

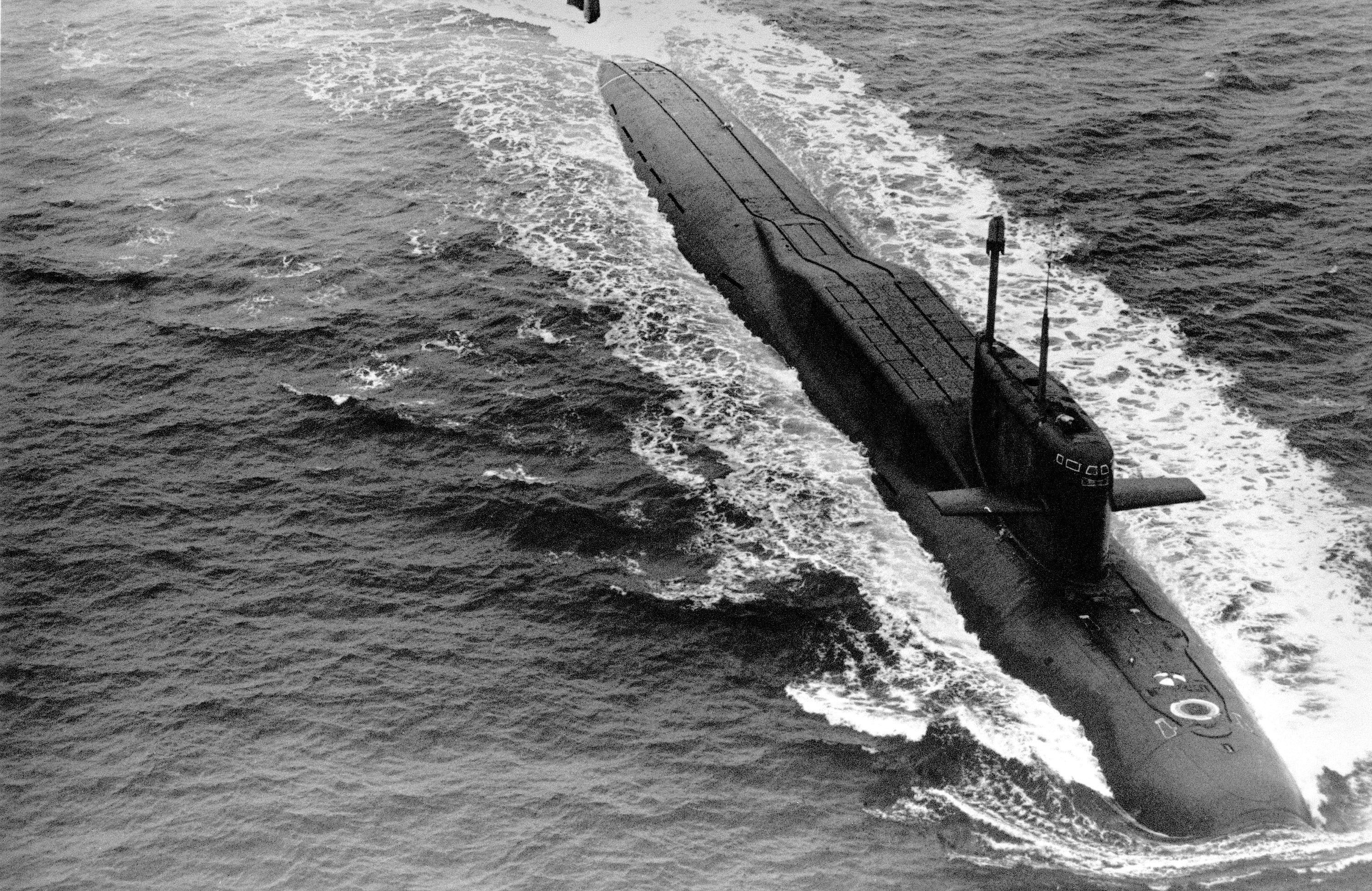
Yankee II

- Yankee II (Project 667AM Navaga M): Chỉ có một chiếc được đóng thuộc phiên bản này, đây là tàu ngầm Yankee I (K-140) được chuyển đổi để mang 12 tên lửa SS-N-17 đây là loại SLBM nhiên liệu rắn đầu tiên của Hải quân Liên Xô. Sự tồn tại của một chiếc tàu ngầm chuyển đổi duy nhất thuộc lớp này đã gây ra nhiều phỏng đoán về vai trò của nó. Một giả thuyết cho rằng nó được thiết kế để thực hiện chức năng phóng vệ tinh khẩn cấp. Sau đó, người ta cho rằng SS-N-17 có thể có khả năng chọn lại mục tiêu để cho phép tấn công các nhóm tác chiến tàu sân bay.
- Yankee Notch (Project 667AT Grusha): Đây là những tàu ngầm lớp Yankee được chuyển đổi thành tàu ngầm tấn công và xuất hiện lần đầu vào năm 1983; bốn chiếc Yankee I đã được chế tạo lại theo cấu hình này. Tàu ngầm có 8 ống phóng ngư lôi 533 mm (21 in), được trang bị tối đa 40 tên lửa RK-55 Relief  và ngư lôi. Các ống phóng ngư lôi phía trước vẫn được giữ lại, một số báo cáo cho rằng tàu ngầm có khả năng phóng ngư lôi Type 65 cỡ 650 mm. Chiều dài tổng thể thêm 12 mét (39,4 ft) lên 141,5 m (464 ft), với lượng choán nước lên tới 11.500 tấn khi chìm. Mặc dù được phân loại là SSN (tàu ngầm tấn công), những chiếc tàu ngầm này cũng có thể được coi là SSGN nhờ trang bị tên lửa hạng nặng của chúng.
- Yankee Sidecar (Project 667M Andromeda) Còn được gọi là Yankee SSGN, nó là tàu ngầm K-420 được chuyển đổi thành SSGN. Đi vào trang bị vào năm 1983, nó mang theo 12 tên lửa hành trình đầu đạn hạt nhân SS-NX-24 thay vì các tên lửa đạn đạo ban đầu. Cuối cùng, tên lửa không được chấp nhận đưa vào trang bị, và tàu ngầm K-420 trở thành tàu ngầm không trang bị tên lửa. Tàu ngầm có lượng giãn nước khi lặn là 13.650 t, được thiết kế dài hơn tàu ngầm Yankee Notch để có thể mang được số lượng lớn tên lửa hành trình, tổng thể tàu ngầm Sidecar dài 153 m (502 ft).
- Yankee SSN có 16 tàu ngầm thuộc phiên bản này được chuyển đổi từ phiên bản Yankee I. Các tàu ngầm này chỉ giữ lại các ống phóng ngư lôi phía trước, với phần giữa thân mang tên lửa bị loại bỏ. Một số tàu thuộc loại này đã được tháo dỡ.
- Yankee Pod (Project 09774 Akson) Yankee Pod (còn được gọi là Yankee SSAN) là phiên bản tàu ngầm thử nghiệm chuyển đổi mang tên K-403 Kazan, dùng để thử nghiệm khí tài sonar (Một tàu ngầm lớp Victor Ia SSN). Nó cũng có các hệ thống cảm biến khác được tích hợp, đặc biệt là bên cạnh tháp tàu ngầm.
- Yankee Stretch (Project 09774) K-411, tàu ngầm phiên bản Yankee Stretch, là một tàu ngầm mẹ mang tàu theo tàu ngầm mini lớp Paltus. Dài 160 m (520 ft), khiến nó trở thành phiên bản tàu chuyển đổi lớn nhất. Tàu ngầm không được trang bị vũ khí mà nhiệm vụ của nó là thu thập thông tin tình báo dưới nước, nghiên cứu hải dương, tìm kiếm cứu nạn.[3]

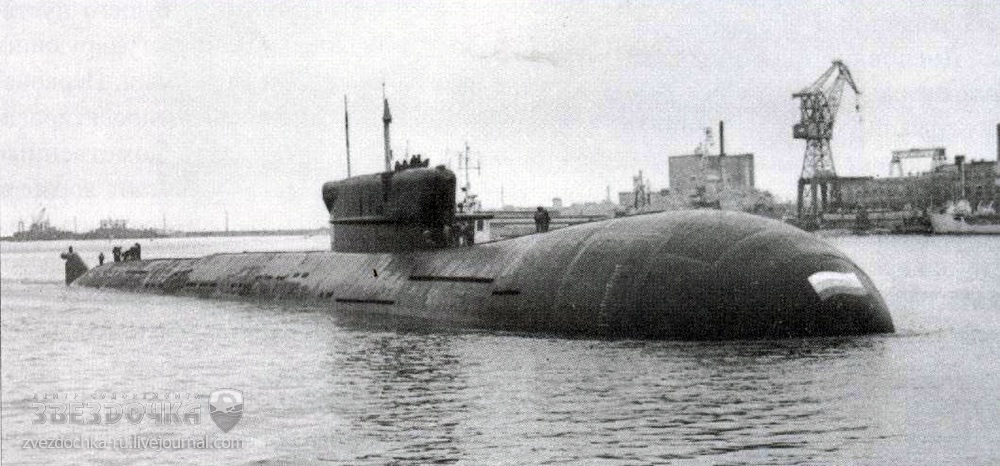
Yankee Big Nose

- Yankee Big Nose (Project 09780 Akson-2) là phiên bản sửa đổi bổ sung của tàu ngầm K-403 Kazan để thử nghiệm hệ thống thủy âm Irtysh cho các tàu ngầm thế hệ thứ tư của Nga.

## Đặc tính kỹ thuật (Yankee I)
- Chiều dài: 128 m (420 ft)
- Sườn ngang: 11,7 m (38 ft)
- Mớn nước: 9 m (30 ft)
- Lượng giãn nước: 7.760/11.500 t khi nổi/khi lặn
- Tốc độ: 28 hải lý trên giờ (52 km/h; 32 mph)
- Nguồn năng lượng: 2 lò phản ứng hạt nhân áp lực nước VM-4
- Thân vỏ: Thép từ tính thấp
- Thủy thủ: 114
- Khoang: 10
- Vũ khí:
  - 6 ống phóng ngư lôi 21 in (533 mm), 18 ngư lôi Type 53 và thủy lôi.
  - 16 tên lửa đạn đạo nhiên liệu lỏng SS-N-6.

## Các tàu đã đóng
| #     | Dự án         | Xưởng đóng tàu                                  | Đặt lườn                 | Hạ thủy                   | Trang bị                  | Trạng thái                                              |
| ----- | ------------- | ----------------------------------------------- | ------------------------ | ------------------------- | ------------------------- | ------------------------------------------------------- |
| K-137 | 667A, 667AU   | SEVMASH, Severodvinsk                           | 4 tháng 11 năm 1964      | 11 tháng 9 năm 1966       | 6 tháng 11 năm 1967       | Cho ngừng hoạt động ngày 3 tháng 4 năm 1994 để loại bỏ  |
| K-140 | 667A, 667AM   | SEVMASH, Severodvinsk                           | Ngày 19 tháng 9 năm 1965 | 23 tháng 8 năm 1967       | 30 tháng 12 năm 1967      | Cho ngừng hoạt động ngày 19 tháng 4 năm 1990 để loại bỏ |
| K-26  | 667A          | SEVMASH, Severodvinsk                           | 30 tháng 12 năm 1965     | 23 tháng 12 năm 1967      | 3 tháng 9 năm 1968        | Cho ngừng hoạt động ngày 17 tháng 7 năm 1988 để loại bỏ |
| K-32  | 667A          | SEVMASH, Severodvinsk                           | Ngày 25 tháng 2 năm 1966 | Ngày 25 tháng 4 năm 1968  | 26 tháng 10 năm 1968      | Cho ngừng hoạt động ngày 19 tháng 4 năm 1990 để loại bỏ |
| K-216 | 667A          | SEVMASH, Severodvinsk                           | Ngày 6 tháng 6 năm 1966  | 6 tháng 8 năm 1968        | 27 tháng 12 năm 1968      | Cho ngừng hoạt động năm 1985 để loại bỏ                 |
| K-207 | 667A          | SEVMASH, Severodvinsk                           | 4 tháng 11 năm 1966      | 20 tháng 9 năm 1968       | 30 tháng 5 năm 1968       | Cho ngừng hoạt động ngày 30 tháng 5 năm 1989 để loại bỏ |
| K-210 | 667A          | SEVMASH, Severodvinsk                           | 16 tháng 12 năm 1966     | Ngày 29 tháng 12 năm 1968 | Ngày 6 tháng 8 năm 1969   | Cho ngừng hoạt động ngày 17 tháng 7 năm 1988 để loại bỏ |
| K-249 | 667A          | SEVMASH, Severodvinsk                           | 18 tháng 3 năm 1967      | 30 tháng 3 năm 1969       | 27 tháng 9 năm 1969       | Cho ngừng hoạt động ngày 17 tháng 7 năm 1988 để loại bỏ |
| K-253 | 667A, 667AT   | SEVMASH, Severodvinsk                           | 26 tháng 6 năm 1967      | Ngày 5 tháng 6 năm 1969   | 28 tháng 11 năm 1969      | Đã ngừng hoạt động để loại bỏ                           |
| K-395 | 667A, 667AT   | SEVMASH, Severodvinsk                           | 8 tháng 9 năm 1967       | 28 tháng 7 năm 1969       | Ngày 5 tháng 12 năm 1969  | Đã ngừng hoạt động để loại bỏ                           |
| K-339 | 667A          | Nhà máy đóng tàu Leninskiy Komsomol, Komsomolsk | 23 tháng 2 năm 1968      | 23 tháng 6 năm 1969       | 24 tháng 12 năm 1969      | Cho ngừng hoạt động ngày 19 tháng 4 năm 1990 để loại bỏ |
| K-408 | 667A, 667AT   | SEVMASH, Severodvinsk                           | 20 tháng 1 năm 1968      | Ngày 10 tháng 9 năm 1969  | Ngày 25 tháng 12 năm 1969 | Cho ngừng hoạt động ngày 17 tháng 7 năm 1988 để loại bỏ |
| K-411 | 667A, 667AN   | SEVMASH, Severodvinsk                           | Ngày 25 tháng 5 năm 1968 | 16 tháng 1 năm 1970       | 31 tháng 8 năm 1970       | Đã ngừng hoạt động để loại bỏ                           |
| K-418 | 667A          | SEVMASH, Severodvinsk                           | 29 tháng 6 năm 1968      | 14 tháng 3 năm 1970       | 22 tháng 9 năm 1970       | Cho ngừng hoạt động ngày 17 tháng 3 năm 1989 để loại bỏ |
| K-420 | 667A, 667M    | SEVMASH, Severodvinsk                           | 12 tháng 10 năm 1968     | Ngày 25 tháng 4 năm 1970  | 29 tháng 10 năm 1970      | Đã ngừng hoạt động để loại bỏ                           |
| K-423 | 667A, 667AT   | SEVMASH, Severodvinsk                           | Ngày 13 tháng 1 năm 1969 | Ngày 7 tháng 4 năm 1970   | 13 tháng 11 năm 1970      | Đã ngừng hoạt động để loại bỏ                           |
| K-434 | 667AU         | Nhà máy đóng tàu Leninskiy Komsomol, Komsomolsk | 23 tháng 2 năm 1969      | 29 tháng 5 năm 1970       | 30 tháng 11 năm 1970      | Cho ngừng hoạt động ngày 17 tháng 3 năm 1989 để loại bỏ |
| K-426 | 667A          | SEVMASH, Severodvinsk                           | Ngày 17 tháng 4 năm 1969 | 28 tháng 8 năm 1970       | 22 tháng 12 năm 1970      | Cho ngừng hoạt động ngày 19 tháng 4 năm 1990 để loại bỏ |
| K-236 | 667AU         | Nhà máy đóng tàu Leninskiy Komsomol, Komsomolsk | 6 tháng 11 năm 1969      | 4 tháng 8 năm 1970        | 27 tháng 12 năm 1970      | Cho ngừng hoạt động ngày 1 tháng 9 năm 1990 để loại bỏ  |
| K-415 | 667A, 667AK-2 | SEVMASH, Severodvinsk                           | 4 tháng 7 năm 1969       | 26 tháng 9 năm 1970       | 30 tháng 12 năm 1970      | Cho ngừng hoạt động ngày 6 tháng 8 năm 1987 để loại bỏ  |
| K-403 | 667A, 667AK-1 | SEVMASH, Severodvinsk                           | 18 tháng 8, 1969         | Ngày 25 tháng 3 năm 1971  | Ngày 12 tháng 8 năm 1971  | Ngừng hoạt động - Đang tiến hành thu xếp vào năm 2010   |
| K-389 | 667A          | Nhà máy đóng tàu Leninskiy Komsomol, Komsomolsk | 26 tháng 7 năm 1970      | 27 tháng 6 năm 1971       | Ngày 25 tháng 11 năm 1971 | Cho ngừng hoạt động ngày 19 tháng 4 năm 1990 để loại b  |
| K-245 | 667AU         | SEVMASH, Severodvinsk                           | 16 tháng 10 năm 1969     | Ngày 9 tháng 8 năm 1971   | 16 tháng 12 năm 1971      | Cho ngừng hoạt động ngày 14 tháng 3 năm 1992 để loại bỏ |
| K-219 | 667AU         | SEVMASH, Severodvinsk                           | 28 tháng 5 năm 1970      | 8 tháng 10 năm 1971       | Ngày 31 tháng 12 năm 1971 | Chìm tàu ngày 3 tháng 10 năm 1986                       |
| K-252 | 667A          | Nhà máy đóng tàu Leninskiy Komsomol, Komsomolsk | 25 tháng 12 năm 1970     | 12 tháng 9 năm 1971       | Ngày 31 tháng 12 năm 1971 | Cho ngừng hoạt động ngày 17 tháng 3 năm 1989 để loại bỏ |
| K-214 | 667AU         | SEVMASH, Severodvinsk                           | Ngày 19 tháng 2 năm 1970 | 1 tháng 9 năm 1971        | 8 tháng 2 năm 1972        | Cho ngừng hoạt động ngày 24 tháng 6 năm 1991 để loại bỏ |
| K-228 | 667AU         | SEVMASH, Severodvinsk                           | 4 tháng 9 năm 1970       | Ngày 3 tháng 5 năm 1972   | 30 tháng 9 năm 1972       | Cho ngừng hoạt động ngày 3 tháng 9 năm 1994 để loại bỏ  |
| K-258 | 667AU         | Nhà máy đóng tàu Leninskiy Komsomol, Komsomolsk | 30 tháng 3 năm 1971      | Ngày 26 tháng 5 năm 1972  | 30 tháng 9 năm 1972       | Cho ngừng hoạt động ngày 16 tháng 6 năm 1991 để loại bỏ |
| K-241 | 667AU         | SEVMASH, Severodvinsk                           | 24 tháng 12 năm 1970     | Ngày 9 tháng 6 năm 1972   | 23 tháng 10 năm 1972      | Cho ngừng hoạt động ngày 16 tháng 6 năm 1992 để loại bỏ |
| K-444 | 667AU         | SEVMASH, Severodvinsk                           | Ngày 8 tháng 4 năm 1971  | 1 tháng 8 năm 1972        | 23 tháng 12 năm 1972      | Cho ngừng hoạt động ngày 30 tháng 9 năm 1994 để loại bỏ |
| K-446 | 667AU         | Nhà máy đóng tàu Leninskiy Komsomol, Komsomolsk | Ngày 7 tháng 11 năm 1971 | 8 tháng 8 năm 1972        | 22 tháng 1 năm 1973       | Cho ngừng hoạt động ngày 17 tháng 3 năm 1993 để loại bỏ |
| K-451 | 667AU         | SEVMASH, Severodvinsk                           | 23 tháng 2 năm 1972      | Ngày 29 tháng 4 năm 1973  | Ngày 7 tháng 9 năm 1971   | Cho ngừng hoạt động ngày 16 tháng 6 năm 1991 để loại bỏ |
| K-436 | 667AU         | Nhà máy đóng tàu Leninskiy Komsomol, Komsomolsk | 7 tháng 11 năm 1972      | 25 tháng 7 năm 1973       | 5 tháng 12 năm 1973       | Cho ngừng hoạt động ngày 14 tháng 3 năm 1992 để loại bỏ |
| K-430 | 667AU         | Nhà máy đóng tàu Leninskiy Komsomol, Komsomolsk | 27 tháng 7 năm 1973      | 28 tháng 7 năm 1974       | 25 tháng 12 năm 1974      | Cho ngừng hoạt động ngày 12 tháng 1 năm 1995 để loại bỏ |